# 市川博邦
市川 博邦（いちかわ ひろくに、1931年7月11日 - 2016年3月2日）は、日本の経営者。象印マホービン社長を務めた。創業者市川重幸の弟でもある。

## 来歴・人物
東京都出身。1956年に大阪市立大学文学部を卒業し、同年に協和魔法瓶工業(現在の象印マホービン)に入社。1961年に監査役に就任し、1968年に取締役、1977年に常務、1978年に専務を経て、1982年に副社長に就任し、1987年2月には社長に昇格。2001年2月に会長に就任。
1992年に藍綬褒章を受章。
2016年3月2日に呼吸不全のために死去。84歳没。